# 10482 Dangrieser
10482 Dangrieser este un asteroid din centura principală de asteroizi.

## Descriere
10482 Dangrieser este un asteroid din centura principală de asteroizi. A fost descoperit pe 14 septembrie 1983 la Stația Anderson Mesa de Edward L. G. Bowell. Asteroidul prezintă o orbită caracterizată de o semiaxă mare de 2,29 ua, o excentricitate de 0,20 și o înclinație de 6,3° în raport cu ecliptica.